# Kuniuraman Kannan
Kuniuraman Kannan (né à Singapour) est un joueur de football international singapourien, qui évoluait au poste d'attaquant.

## Biographie

### Carrière en sélection
Il joue avec l'équipe de Singapour entre 1980 et 1991[réf. nécessaire].
Il participe avec l'équipe de Singapour à la Coupe d'Asie des nations de 1984.

## Palmarès
Kuala Lumpur FA
- Championnat de Malaisie (1) :
  - Champion : 1986.
  - Vice-champion : 1987 et 1989.

- Coupe de Malaisie (2) :
  - Vainqueur : 1987 et 1989.